# Пелюховський Андрій Васильович
Андрій Васильович Пелюховський (нар. 5 травня 1973) — український менеджер, громадський діяч, політик лідер партії «Сила Нації», керівник громадської організації «Захист і допомога», фахівець у сфері управління торговельними портами.

## Життєпис
Андрій Васильович Пелюховський народився 5 травня 1973  року. Здобув освіту в Міжнародному університеті бізнесу і права, де отримав ступінь спеціаліста з маркетингу. Крім того, він також навчався у Київському національному університеті внутрішніх справ, де здобув освіту в галузі правознавства.
Професійну кар’єру Пелюховський розпочав у 1999 році як комерційний директор ТОВ «Наталі».
У період з 2001 по 2003 рік, навчаючись в Міжнародному університеті бізнесу та права, паралельно був консультантом з юридичних питань товариства з обмеженою відповідальністю «Скандігрупп». 
У 2003-2004 роках обіймав посаду заступника начальника Державної річкової інспекції з безпеки судноплавства Головної державної інспекції України з безпеки судноплавства. 
2004 року Пелюховський був призначений начальником Херсонського морського торговельного порту.
З квітня до листопада 2006 року він працював комерційним директором приватного підприємства "Галина".
Протягом 2006-2007 років Пелюховський був першим заступником начальника з питань експлуатації Державного підприємства «Севастопольський морський торговельний порт».
У липні 2007 року Пелюховський був призначений виконуючим обов'язки начальника Євпаторійського морського торговельного порту, а пізніше, з 2007 по 2008 рік, він був його постійним начальником.
З 2010 по 2011 рік він очолював Скадовський морський торговельний порт.   
У 2013-2014 роках він був радником начальника Севастопольського морського рибного порту, а з 2016 по 2017 рік був радником в ДП Науково-технічний комплекс «Завод точної механіки». 
У 2017-2018 роках тимчасово виконував обов'язки директора ДП "Івашківський спиртзавод".
2019 року став фінансовим директором Інфініт Груп.
На позачергових виборах народних депутатів України 21 липня 2019 року Пелюховський був кандидатом у народні депутати у порядку самовисування від одномандатного виборчого округу № 219.
Пелюховський одружений з Тетяною Пелюховською, має двох синів — Андрія та Нікіту.

## Погляди
Пелюховський вважає, що Україну чекають важкі випробування, але вона зможе протистояти та перемогти в війні з Росією. Путіну, на його думку, потрібно показати воєнні успіхи до свого 70-річчя, але, всупереч його спробам залякати українців, Україна витримає найближчі випробування.